# Siao Che
Siao Che (čínsky pchin-jinem Xiāo Hé, znaky zjednodušené 萧何, tradiční 蕭何, † 193 př. n. l.) byl čínský politik počátků říše Chan. Zprvu drobný úředník, který se účastnil na straně Liou Panga, zakladatele říše Chan povstání proti říši Čchin a následné války mezi Siang Jüem a Liou Pangem, zakladatelem říše Chan. Sloužil Liu Pangovi jako šéf jeho administrativy, od vzniku říše Chan do své smrti stál jako nejvyšší rádce čcheng-siang (resp. siang-kuo) v čele všech úřadů.

## Život
Siao Che byl hlavním soudním sluhou (主吏) okresu Pchej, v této funkci dozíral nad soudními zaměstnanci. Znalý práva, taktní a důvěryhodný si vytvořil síť přátel, která zahrnovala správce pchejského vězení Cchao Šena, zaměstnance pchejského úřadu Sia-chou Jinga, Čou Poa a také starostu jedné z pchejských obcí, později psance a vůdce banditů Liou Panga a jeho příbuzného psího řezníka Fan Kchuaje.
Roku 209 př. n. l. vypuklo povstání Čchen Šenga proti říši Čchin, nedlouho předtím sjednotivší Čínu. Vzbouřil se i okres Pcheng, kde se s podporou Siao Chea a Cchao Šena do čela rebelů postavil Liou Pang. Liou Pang vzápětí vytáhl do boje proti Čchinům jako jeden z generálů povstaleckého státu Čchu. Siao Che mu pomáhal s organizací armády, přičemž se soustředil na administrativu a zásobování. Charakteristické bylo, že po dobytí Sien-jangu, hlavního města Čchinů, Liou Pangovou armádou koncem roku 205 př. n. l. se vítězní generálové a důstojníci starali o zlato a cennosti, zatímco Siao Che se zmocnil čchinských správních dokumentů a archívů.
Roku 206. př. n. l. jmenoval Siang Jü, král-hegemon a nejmocnější z generálů tehdejší Číny, Liou Panga králem z Chan s údělem v oblastech Chan (Chan-čung v Šen-si), Šu a Pa (S’-čchuan). Siao Che stanul v čele Liou Pangovy administrativy a spravoval království Chan, mimo jiné vyzdvihl k vysokým funkcím Chan Sina. V Chan spravoval i poté, co jeho pán vyrazil dobývat Kuan-čung (původní území státu Čchin, doslova „[Země] mezi průsmyky“). Po dobytí Kuan-čungu Liou Pang vytáhl na východ podrobit si celou Čínu, zatímco Siao Che zůstal v Kuan-čungu a řídil úřady. Podporu obyvatel získával mírnou vládou, uspořádal administrativu, pozemky čchinských hodnostářů rozdělil mezi rolníky, zorganizoval odvody. Liou Pang se mohl spolehnout na dodávky mužů, potravin i všeho potřebného po celou dobu bojů.
Roku 202 př. n. l. Liou Pang zvítězil nad Siang Jüem, sjednotil Čínu do říše Chan a prohlásil se císařem. Siao Chea jmenoval nejvyšším rádcem (丞相, čcheng-siang) a markýzem z Can (酇), roku 196 př. n. l. mu udělil čestnější titul siang-kuo (相國) jako odměnu za účast v zatčení Chan Sina. Jako nejvyšší rádce Siao Che stál v čele veškeré civilní správy říše, jeho pozice zhruba odpovídala modernímu předsedovi vlády. Ve funkci zůstal po celou dobu Liou Pangova života a i po jeho smrti roku 195 př. n. l.
Zemřel v úřadě v červenci 193 př. n. l., už za vlády císaře Chueje a císařovny vdovy Lü. Za své zásluhy obdržel posmrtné jméno markýz Wen-čung z Can (酇文終侯). Jeho nástupcem se stal Cchao Šen.